# جایزه یاشین
جایزه یاشین، یک جایزه فوتبالی است که به بهترین دروازه‌بان، از لحاظ عملکرد داده و توسط فرانس فوتبال سازماندهی شده‌است.
این جایزه به نام فوتبالیست سابق اهل روسیه (شوروی)، لو یاشین نامگذاری شده و برنده آن توسط برندگان سابق توپ طلا انتخاب می‌شود.
این جایزه در سال ۲۰۱۹ پایه‌گذاری شد.

## برندگان

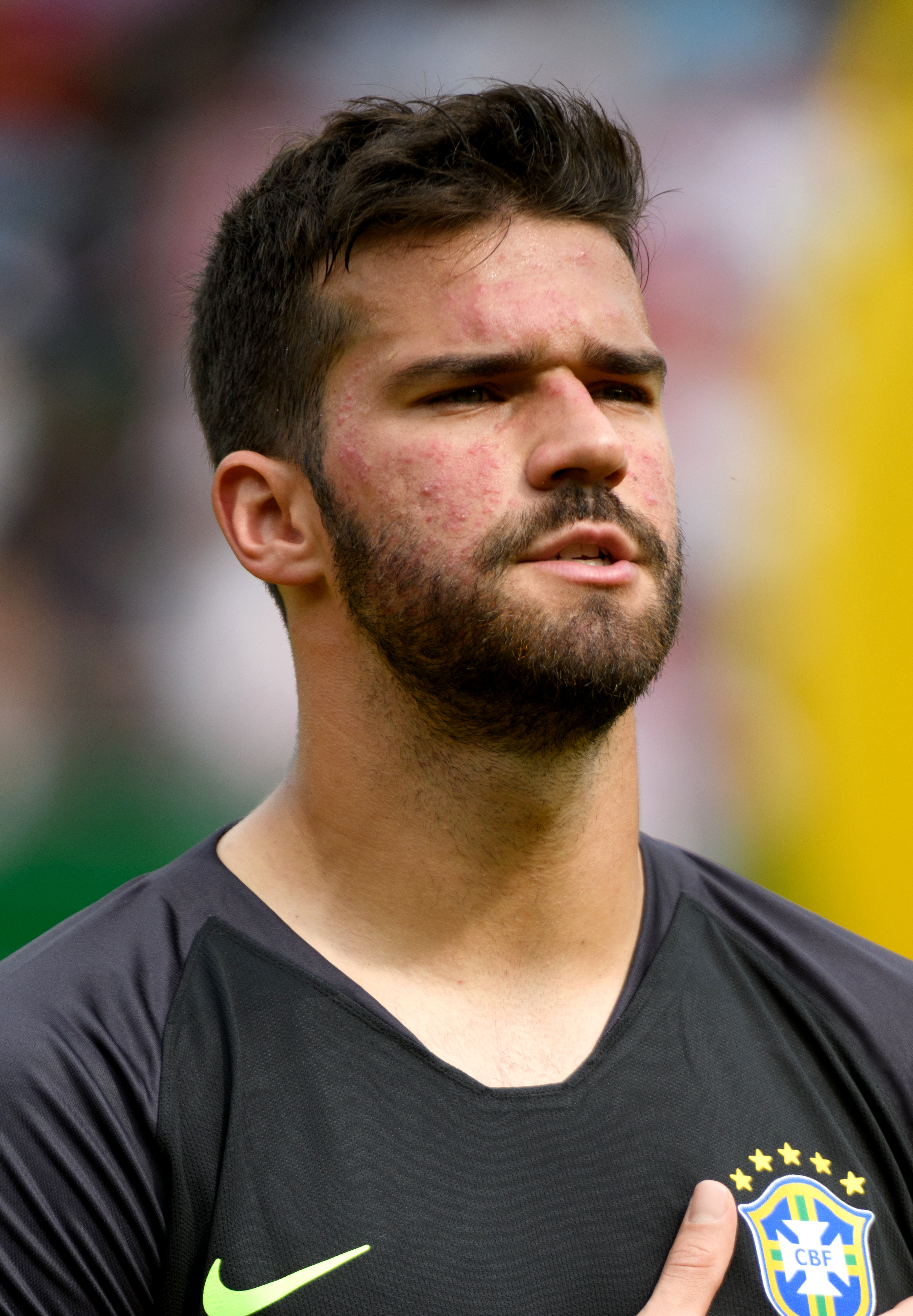
الیسون بکر، برنده نخستین جایزه یاشین

| سال  | رتبه                             | بازیکن                           | باشگاه(ها)                       | امتیازات                         |
| ---- | -------------------------------- | -------------------------------- | -------------------------------- | -------------------------------- |
| ۲۰۱۹ | اول                              | الیسون بکر                       | لیورپول                          | ۷۹۵                              |
| ۲۰۱۹ | دوم                              | مارک-آندره تر اشتگن              | بارسلونا                         | ۲۸۴                              |
| ۲۰۱۹ | سوم                              | ادرسون مورائس                    | منچستر سیتی                      | ۱۴۲                              |
| ۲۰۲۰ | به دلیل شیوع ویروس کرونا لغو شد. | به دلیل شیوع ویروس کرونا لغو شد. | به دلیل شیوع ویروس کرونا لغو شد. | به دلیل شیوع ویروس کرونا لغو شد. |
| ۲۰۲۱ | اول                              | جانلوئیجی دوناروما               | آ.ث. میلان                       | ۵۹۴                              |
| ۲۰۲۱ | اول                              | جانلوئیجی دوناروما               | پاری سن ژرمن                     | ۵۹۴                              |
| ۲۰۲۱ | دوم                              | الیسون بکر                       | لیورپول                          | ۴۰۴                              |
| ۲۰۲۱ | سوم                              | یان اوبلاک                       | اتلتیکو مادرید                   | ۱۵۵                              |
| ۲۰۲۲ | اول                              | تیبو کورتوا                      | رئال مادرید                      | ۴۵۶                              |
| ۲۰۲۲ | دوم                              | الیسون بکر                       | لیورپول                          | ۱۰۸                              |
| ۲۰۲۲ | سوم                              | ادرسون مورائس                    | منچستر سیتی                      | ۷۲                               |
| ۲۰۲۳ | اول                              | امیلیانو مارتینز                 | استون ویلا                       | ۴۵۶                              |
| ۲۰۲۳ | دوم                              | ادرسون مورائس                    | منچستر سیتی                      | ۱۰۸                              |
| ۲۰۲۳ | سوم                              | یاسین بونو                       | سویا                             | ۱۵۴                              |
| ۲۰۲۴ | اول                              | امیلیانو مارتینز                 | استون ویلا                       |                                  |
| ۲۰۲۴ | دوم                              | اونای سیمون                      | اتلتیک بیلبائو                   |                                  |
| ۲۰۲۴ | سوم                              | آندری لونین                      | رئال مادرید                      |                                  |

### برندگان بر پایه بازیکن
| بازیکن              | برنده          | جایگاه دوم    | جایگاه سوم     |
| ------------------- | -------------- | ------------- | -------------- |
| امیلیانو مارتینز    | ۲ (۲۰۲۳، ۲۰۲۴) | –             | –              |
| الیسون بکر          | ۱ (۲۰۱۹)       | ۲ (۲۰۲۲،۲۰۲۱) | –              |
| تیبو کورتوا         | ۱ (۲۰۲۲)       | –             | –              |
| جانلوئیجی دوناروما  | ۱ (۲۰۲۱)       | –             | –              |
| ادرسون مورائس       | –              | ۱ (۲۰۲۳)      | ۲ (۲۰۱۹، ۲۰۲۲) |
| مارک-آندره تر اشتگن | –              | ۱ (۲۰۱۹)      | –              |
| ادوارد مندی         | –              | ۱ (۲۰۲۱)      | –              |
| اونای سیمون         | –              | ۱ (۲۰۲۴)      | –              |
| یان اوبلاک          | –              | –             | ۱ (۲۰۲۱)       |
| یاسین بونو          | –              | –             | ۱ (۲۰۲۳)       |
| آندری لونین         | –              | –             | ۱ (۲۰۲۴)       |

### برندگان بر پایه کشور
| کشور     | بازیکنان | برندگان |
| -------- | -------- | ------- |
| آرژانتین | ۱        | ۲       |
| برزیل    | ۱        | ۱       |
| ایتالیا  | ۱        | ۱       |
| بلژیک    | ۱        | ۱       |

### برندگان بر پایه باشگاه
| باشگاه       | بازیکنان | برندگان |
| ------------ | -------- | ------- |
| استون ویلا   | ۱        | ۲       |
| لیورپول      | ۱        | ۱       |
| پاری سن ژرمن | ۱        | ۱       |
| آ.ث. میلان   | ۱        | ۱       |
| رئال مادرید  | ۱        | ۱       |